# نلو پاگانی
سیریلو پاگانی (انگلیسی: Cirillo Pagani؛ زادهٔ ۱۱ اکتبر ۱۹۱۱ در میلان – درگذشتهٔ ۱۹ اکتبر ۲۰۰۳ در برسو، لمباردی)، با نام مستعار «نلو»، موتورسوار رقابت‌های جایزه بزرگ موتورسواری و رانندهٔ مسابقات اتومبیل‌رانی فرمول یک اهل ایتالیا بود.